# コックス・インガーソル・ロス・モデル
コックス・インガーソル・ロス・モデル（英: Cox-Ingersoll-Ross model）あるいは CIR モデルは、数理ファイナンスにおいて利子率の時間的変動を記述する数理モデルの一つである。
短期利子率を扱う単因子モデルの一つであり、利子率の変動を市場リスクという単一の要因で説明する。
CIR モデルは、金利デリバティブの評価に使用することが可能である。
1985年に、ジョン C. コックス（John C. Cox）、ジョナサン E. インガーソル（Jonathan E. Ingersoll）、ステファン A. ロス（Stephen A. Ross） の三名により、バシチェック・モデル（英: Vasicek model）の拡張として導入された。
CIR モデルは、瞬間利子率が以下の確率微分方程式に従うとする。
{\displaystyle dr_{t}=a(b-r_{t})\,dt+\sigma {\sqrt {r_{t}}}\,dW_{t}}
この確率過程は、CIR 過程と呼ばれる。
ここに a、b、σ は正の定数であり、Wt は、無作為な市場リスク因子をモデル化したウィーナー過程である。
この確率微分方程式には、非負の解が存在する。
ドリフト因子 a(b−rt) については、バシチェック・モデル（drt = a(b−rt)dt+ σdWt ）と全く同一である。
長期的には値 b へ向かう利子率の平均回帰性が確保されており、その調整速度は、正値媒介変数 a により完全に支配される。
標準偏差因子 {\displaystyle \sigma {\sqrt {r_{t}}}\!} は、
{\displaystyle 2ab>\sigma ^{2}}
を満たすとき、利子率が負値または 0 にならないので、バシチェック・モデルの主要な欠点が修正されている。
この様に、利子率の低い値では、標準偏差が零に近づき、利子率に対する無作為な衝撃が相殺される。
その結果、利子率が零に近づくと、その時間的変動はドリフト因子に支配される様になり、利子率が押し上げられる（均衡へ向かう）。
瞬間利子率 r(t) は、非心カイ二乗分布に従う。

## 債券価格評価
無裁定債券は、この利子率過程を使用して価格評価することができる。債券価格は、利子率に関して指数アフィン性を有する。
{\displaystyle B(t,T)=\exp(A(t,T)+r(t)C(t,T))\!}